# Spelyngochthonius
Spelyngochthonius es un género de arácnido  del orden Pseudoscorpionida de la familia Chthoniidae.

## Especies
Las especies de este género son:
- Spelyngochthonius beieri
- Spelyngochthonius grafittii
- Spelyngochthonius heurtaultae
- Spelyngochthonius provincialis
- Spelyngochthonius sardous